# 남해 미조리 상록수림
남해 미조리 상록수림(南海 彌助里 常綠樹林)은 대한민국 경상남도 남해군 미조면 미조리에 있는 숲이다. 1962년 12월 7일 대한민국의 천연기념물 제29호 '미조리의 상록수림'으로 지정되었다가, 2008년 현재의 명칭으로 변경되었다.

## 개요
미조리의 상록수림은 바닷가에 위치한 마을 앞 언덕에 형성되어 있다.
상록수림을 구성하고 있는 식물들로는 후박나무, 육박나무, 생달나무, 감탕나무, 빗죽이나무, 모밀잣밤나무, 무룬나무, 식나무, 돈나무, 사스레피나무, 광나무, 팔손이나무, 모람, 송악, 보리밥나무, 자금우 등 다른 곳에서는 찾아보기 힘든 상록활엽수들과 느티나무, 팽나무, 말채나무, 소사나무, 산돌배나무, 쉬나무, 이팝나무, 쇠물푸레, 때죽나무, 굴피나무, 팥배나무, 참느릅나무, 졸참나무 등의 낙엽활엽수, 조록싸리, 생강나무, 찔레나무, 보리수, 예덕나무, 천선과나무, 작살나무, 쥐똥나무, 붉나무, 검양옻나무, 윤노리나무, 화살나무, 누리장나무, 조피나무 등의 관목류, 계요, 댕댕이덩굴, 칡, 개머루 등의 덩굴식물이 자라고 있다.
이 숲이 우거지면 마을에 훌륭한 인재가 나온다는 전설이 있어 예로부터 잘 보호되어 왔다.
미조리의 상록수림은 강한 바닷바람을 막아주는 방풍림의 기능과 물고기가 서식하는데 알맞은 환경을 제공하여 물고기떼를 유인하는 어부림의 구실도 하고 있으므로 천연기념물로 지정·보호하고 있다.

## 참고 자료
- 남해 미조리 상록수림 - 국가유산청 국가유산포털